# Ichneumon cephalator
Ichneumon cephalator là một loài tò vò trong họ Ichneumonidae.